# Supercoppa di Germania 1995
La Supercoppa di Germania 1995 (ufficialmente DFB-Supercup 1995) è stata la nona edizione della Supercoppa di Germania.
Si è svolta il 5 agosto 1995 al Rheinstadion di Düsseldorf tra il Borussia Dortmund, vincitore della Bundesliga 1994-1995, e il Borussia Mönchengladbach, vincitore della Coppa di Germania 1994-1995.
A conquistare il titolo è stato il Borussia Dortmund che ha vinto per 1-0 con rete di Júlio César.

## Partecipanti
| Squadre             | Qualificazione                              | Partecipazioni precedenti (il grassetto indica la vittoria) |
| ------------------- | ------------------------------------------- | ----------------------------------------------------------- |
| Borussia Dortmund   | Vincitore della Bundesliga 1994-1995        | 1 (1989)                                                    |
| Borussia M'gladbach | Vincitore della Coppa di Germania 1994-1995 | Nessuna                                                     |

## Tabellino
| Arbitro: | Merk (Kaiserslautern) |

|                 |           |  |
| Júlio César 71’ | Marcatori |  |

| Borussia Dortmund | Borussia M'gladbach |

### Formazioni
| Borussia Dortmund: |    |                     |  |     |
|                    |    |                     |  |     |
| P                  | 1  | Stefan Klos         |  |     |
| D                  | 7  | Stefan Reuter       |  |     |
| D                  | 15 | Jürgen Kohler       |  | 72’ |
| D                  | 5  | Júlio César         |  |     |
| D                  | 16 | Martin Kree         |  |     |
| C                  | 4  | Steffen Freund      |  |     |
| C                  | 6  | Matthias Sammer (c) |  |     |
| C                  | 14 | Patrik Berger       |  |     |
| C                  | 2  | Knut Reinhardt      |  | 89’ |
| A                  | 18 | Lars Ricken         |  | 78’ |
| A                  | 10 | Andreas Möller      |  |     |
| Sostituzioni:      |    |                     |  |     |
| D                  | 3  | Bodo Schmidt        |  | 72’ |
| C                  | 23 | René Tretschok      |  | 78’ |
| D                  | 19 | Marco Kurz          |  | 89’ |
| Allenatore:        |    |                     |  |     |
| Ottmar Hitzfeld    |    |                     |  |     |

| Borussia M'gladbach: |    |                       |  |     |
|                      |    |                       |  |     |
| P                    | 1  | Uwe Kamps             |  |     |
| D                    | 19 | Thomas Kastenmaier    |  | 75’ |
| D                    | 3  | Michael Klinkert      |  |     |
| D                    | 4  | Patrik Andersson      |  |     |
| D                    | 6  | Jörg Neun             |  |     |
| C                    | 5  | Christian Hochstätter |  |     |
| C                    | 10 | Stefan Effenberg (c)  |  |     |
| C                    | 8  | Peter Wynhoff         |  |     |
| A                    | 21 | Michael Sternkopf     |  |     |
| A                    | 9  | Martin Dahlin         |  |     |
| A                    | 12 | Max Huiberts          |  | 75’ |
| Sostituzioni:        |    |                       |  |     |
| C                    | 7  | Karlheinz Pflipsen    |  | 75’ |
| C                    | 14 | Peter Nielsen         |  | 75’ |
| Allenatore:          |    |                       |  |     |
| Bernd Krauss         |    |                       |  |     |